# Markiana
Markiana es un  género de peces de la familia Characidae en el orden de los Characiformes.

## Especies
Hay dos especies en este género:
- Markiana geayi (Pellegrin, 1909)
- Markiana nigripinnis (Perugia, 1891)